# Sara Zarantonello
Sara Zarantonello est une gardienne internationale italienne de rink hockey. 

## Palmarès
En 2016, elle participe au championnat du monde.